# 詹姆斯·布洛·兰辛
詹姆斯·布洛·兰辛（英語：James Bullough Lansing，原名詹姆斯·马蒂尼，1902年1月2日—1949年9月29日）是美国著名的音频工程师和扬声器设计先驱。他以创立两家著名的音频公司闻名，即Altec Lansing和JBL，后者的名称源自他的姓名首字母。兰辛的创新和贡献对高保真音响技术的发展产生了深远影响。

## 传记

### 早年
詹姆斯·马蒂尼于1902年1月2日出生在伊利诺伊州马库平县尼尔伍德镇。他的父亲亨利·马蒂尼来自密苏里州圣路易斯，母亲格蕾丝·厄布斯·马蒂尼则来自伊利诺伊州中城。亨利是一位煤矿工程师，这导致詹姆斯的童年时期，家庭经常搬迁。他是十四个孩子中的第九个。詹姆斯曾短暂在伊利诺伊州斯普林菲尔德的布洛家居住过一段时间，并在此期间改用了他们的姓氏。
兰辛在伊利诺伊州斯普林菲尔德的劳伦斯学校完成了八年级学业，随后就读于斯普林菲尔德高中，并曾在斯普林菲尔德的一所小型商学院修读过课程。
小时候，兰辛制作了一个莱顿瓶，用来和朋友们恶作剧。他还动手制作了矿石收音机和一台无线电发射器。这台发射器的功率足以将信号传到伊利诺伊州的大湖海军基地（Naval Station Great Lakes）。由于信号被海军侦测到，最终海军追踪到了信号源，并将他的发射器拆除。
兰辛曾担任汽车修理工，后来在他工作的经销商推荐下，进入底特律的一所汽车学校学习，进一步提升了他的技能和专业知识。
1924年11月1日，兰辛的母亲去世，彼时他年仅22岁。母亲去世后，他离开了家。1925年，兰辛在盐湖城遇到了他未来的妻子格伦娜·彼得森（Glenna Peterson）。当时，他在一家广播电台担任工程师，同时也为鲍德温广播公司（ Baldwin Radio Company）工作。在盐湖城期间，他还遇到了未来的商业伙伴肯·德克尔（Ken Decker），二人后来一起开创了事业。

### 职业生涯
兰辛和德克尔搬到了洛杉矶，并在那里创办了一家扬声器制造公司，这家公司被命名为兰辛制造公司（ Lansing Manufacturing Company）。在公司于1927年3月9日注册之前，Lansing 在未来妻子格伦娜的建议下，将自己的名字从James Martini改为James Bullough Lansing。他的大多数兄弟都改用了Martin这个姓氏，其中两个兄弟（比尔和乔治）也随他来到洛杉矶，并加入了他的公司，与他一起工作。
1939年，德克尔在一次飞机失事中不幸去世。失去了他的商业指导后，兰辛制造公司逐渐陷入财务困境。1941年，Altec Service Corporation 收购了兰辛制造公司，认为该公司在扬声器元件方面具有重要的价值。合并后的公司被命名为Altec Lansing。兰辛被任命为工程副总裁，合同期限为五年。
1946年，兰辛在合同到期当天离开了Altec Lansing，并创办了一家名为“兰辛音响公司”的新公司。然而，Altec Lansing 认为该名称与他们的商标品牌过于相似，因此詹姆斯·布洛·兰辛将他的新公司更名为“詹姆斯·B·兰辛音响公司”。后来，该公司在产品品牌上将其名称缩写为“JBL”，这一缩写也逐渐成为公司的正式名称。
詹姆斯·兰辛是一位杰出的创新工程师，特别是在扬声器设计领域取得了重要成就。然而，他并不擅长经营业务。由于商业环境的恶化和个人问题的困扰，兰辛的生活逐渐陷入困境。最终，他于1949年9月29日在加利福尼亚州圣马科斯的家中上吊自杀，年仅47岁。尽管如此，他的技术遗产通过JBL品牌得以延续，继续对音响领域产生深远影响。